# Junius Futrell
Junius Marion Futrell (* 14. August 1870 im Greene County (Arkansas); † 20. Juni 1955 in Little Rock, Arkansas) war ein US-amerikanischer Politiker und 1913 kommissarisch sowie zwischen 1933 und 1937 gewählter Gouverneur von Arkansas.

## Frühe Jahre
Junius Futrell besuchte zwischen 1892 und 1893 die University of Arkansas, danach studierte er Jura. Im Jahr 1913 wurde er als Anwalt zugelassen. Bevor er politisch aktiv, wurde arbeitete er als Lehrer, Farmer und im Holzgeschäft.

## Politischer Aufstieg
Futrell war Mitglied der Demokratischen Partei und wurde im Jahr 1896 in das Repräsentantenhaus von Arkansas gewählt. In den Jahren 1900 und 1902 schaffte er erneut den Sprung in dieses Gremium. Zwischen 1906 und 1910 war er Gerichtsdiener an einem Bezirksgericht. Von 1913 bis 1917 war er im Staatssenat und wurde 1913 dessen Präsident. In dieser Eigenschaft fiel ihm kurzzeitig das Amt des Gouverneurs von Arkansas zu. Für die Legislaturperiode 1913 bis 1915 war ursprünglich Joseph Taylor Robinson zum Gouverneur gewählt worden. Dieser trat bereits im März 1913 zurück und der vorherige Senatspräsident William Kavanaugh Oldham vertrat ihn für wenige Tage, bis seine Amtszeit als Senatspräsident abgelaufen war. Sein Nachfolger wurde am 13. März Junius Futrell, der somit Senatspräsident und amtierender Gouverneur wurde. Futrell übte dieses Amt bis zum 23. Juli 1913 aus. In der Zwischenzeit hatten Gouverneursneuwahlen stattgefunden und mit George Washington Hays wurde ein neuer Gouverneur gewählt. Futrell blieb weiterhin im Staatssenat. In den Jahren 1917 bis 1918 war Futrell Mitglied im Verteidigungsausschuss von Arkansas. Dann war er als Anwalt tätig. Im Jahr 1922 wurde er zum Richter im zweiten Gerichtsbezirk des Landes berufen. Zwischen 1923 und 1933 war er Leiter (Chancellor) des Zwölften Bezirksgerichts. Am 8. November 1932 wurde er als Kandidat der Demokratischen Partei zum neuen Gouverneur von Arkansas gewählt.

## Gouverneur von Arkansas
Junius Futrell trat sein neues Amt am 10. Januar 1933 an. Nach einer erfolgreichen Wiederwahl im Jahr 1934 konnte er insgesamt vier Jahre regieren. Das Hauptproblem seiner Zeit war die Überwindung der Folgen der großen Wirtschaftskrise. Um den Haushalt zu entlasten, stoppte oder kürzte der Gouverneur einige Regierungsprogramme. Davon waren auch die Schulen betroffen. Die Arbeitslosigkeit wollte er mit der Abschaffung von Maschinen beseitigen. Ein utopischer Plan, der nicht durchführbar war. Auch auf dem Gebiet des Gesundheitswesens wurde gespart. All diese Maßnahmen waren erfolglos und Futrell zog sich die Kritik der Bundesregierung zu. Zwischenzeitlich war Arkansas dem Staatsbankrott nahe. Es gab Unruhen und Proteste der Bevölkerung. Gleichzeitig profitierte er aber von der Bundespolitik unter Präsident Franklin D. Roosevelt. Die Bundesprogramme halfen auch Arkansas aus der Krise, auch wenn Futrell sich einigen Maßnahmen zeitweise widersetzte.  Schließlich erhöhte auch Futrell einige Steuern in Arkansas, um aus der Krise zu kommen. Trotz dieser Probleme schaffte er es 1934 wieder gewählt zu werden. Damals wurde auch das Prohibitionsgesetz bundesweit widerrufen. Außerdem entstand ein Sozialministerium (Department of Public Welfare), in dem erste Schritte zu Sozialversicherungen eingeleitet wurden. In jenen Jahren entstand auch das Polizeiministerium (Department of Police).

## Weiterer Lebenslauf
Nach dem Ende seiner Amtszeit wurde Futrell wieder als Anwalt tätig. Er starb im Jahr 1955. Junius Futrell war mit Tera Ann Smith verheiratet, mit der er sechs Kinder hatte.